# Nancye Wynne-Bolton
Nancye Meredith Wynne-Bolton (Melbourne, 2 december 1916 – 9 november 2001) was een tennisspeelster uit Australië. Haar vader was Herbert "Bert" Meredith Wynne (1888–1940); haar moeder Gladys Watts (1889–1938). Nancye Wynne begon met tennis toen zij tien jaar oud was. Zij was actief in de periode lopend van midden jaren 1930 tot begin jaren 1950. Op 6 juli 1940 trad zij in het huwelijk met George Frederick "Peter" Bolton, die echter de Tweede Wereldoorlog niet overleefde.

## Carrière
In 1933 (op zestienjarige leeftijd) won zij het Victorian schoolgirl tennis championship. Drie jaar later veroverde zij de eerste van een lange reeks titels op de Australische tenniskampioenschappen (de voorloper van het Australian Open) – samen met landgenote Thelma Coyne won zij het vrouwendubbelspeltoernooi (1936).
In totaal won Wynne-Bolton twintig titels op de Australische tenniskampioenschappen:
- enkelspel (6): 1937, 1940, 1946, 1947, 1948, 1951
- vrouwendubbelspel (10): 1936, 1937, 1938, 1939, 1940, 1947, 1948, 1949, 1951, 1952, alle tien met Thelma Coyne (Coyne-Long vanaf 1941)
- gemengd dubbelspel (4): 1940, 1946, 1947, 1948, alle vier met landgenoot Colin Long

In een drietal jaren (1940, 1947 en 1948) won zij alle drie titels in één jaar.
Hoewel Wynne-Bolton ook (incidenteel) aan de andere drie grandslamtoernooien deelnam, kwam zij daar niet verder dan een finaleplaats:
- Roland Garros: gemengd dubbelspel 1938, samen met de Fransman Christian Boussus, verloren van de Française Simonne Mathieu en de Joegoslaaf Dragutin Mitić
- Wimbledon: gemengd dubbelspel 1947 (met Colin Long, verloren van de Amerikaanse Louise Brough en Australiër John Bromwich) en 1951 (met landgenoot Mervyn Rose, verloren van de Amerikaanse Doris Hart en Australiër Frank Sedgman)
- US nationaal kampioenschap: enkelspel 1938, verloren van de Amerikaanse Alice Marble

In 2001 werd Nancye Wynne-Bolton opgenomen in de Australian Tennis Hall of Fame en in 2006 bovendien in de internationale Tennis Hall of Fame.

## Resultaten grandslamtoernooien
| Legenda | Legenda                          |
| ------- | -------------------------------- |
| g.t.    | geen toernooi gehouden           |
| l.c.    | lagere categorie                 |
| –       | niet deelgenomen                 |
| G       | uitgeschakeld in de groepsfase   |
| 1R      | uitgeschakeld in de eerste ronde |
| 2R      | uitgeschakeld in de tweede ronde |
| 3R      | uitgeschakeld in de derde ronde  |
| 4R      | uitgeschakeld in de vierde ronde |
| KF      | uitgeschakeld in de kwartfinale  |
| HF      | uitgeschakeld in de halve finale |
| F       | de finale verloren               |
| W       | het toernooi gewonnen            |
| w-v     | winst/verlies-balans             |

Aanvullende legenda:
| ƒ | toernooi slechts voor Fransen (gespeeld tijdens de Duitse bezetting) |

### Enkelspel
| Toernooi        | 1935 | 1936 | 1937 | 1938 | 1939 | 1940 | 1941/45 | 1946 | 1947 | 1948 | 1949 | 1950 | 1951 | 1952 |
| --------------- | ---- | ---- | ---- | ---- | ---- | ---- | ------- | ---- | ---- | ---- | ---- | ---- | ---- | ---- |
| Australian Open | 2R   | F    | W    | HF   | 2R   | W    | g.t.    | W    | W    | W    | F    | HF   | W    | HF   |
| Roland Garros   | –    | –    | –    | 3R   | –    | g.t. | ƒ       | –    | –    | –    | –    | –    | –    | –    |
| Wimbledon       | –    | –    | –    | 4R   | –    | g.t. | g.t.    | –    | KF   | –    | –    | –    | 3R   | –    |
| US Open         | –    | –    | –    | F    | –    | –    | –       | –    | HF   | –    | –    | –    | –    | –    |

### Vrouwendubbelspel
| Toernooi        | 1936 | 1937 | 1938 | 1939 | 1940 | 1941/45 | 1946 | 1947 | 1948 | 1949 | 1950 | 1951 | 1952 |
| --------------- | ---- | ---- | ---- | ---- | ---- | ------- | ---- | ---- | ---- | ---- | ---- | ---- | ---- |
| Australian Open | W    | W    | W    | W    | W    | g.t.    | F    | W    | W    | W    | F    | W    | W    |
| Roland Garros   | –    | –    | –    | –    | g.t. | ƒ       | –    | –    | –    | –    | –    | –    | –    |
| Wimbledon       | –    | –    | –    | –    | g.t. | g.t.    | –    | –    | –    | –    | –    | –    | –    |
| US Open         | –    | –    | –    | –    | –    | –       | –    | –    | –    | –    | –    | –    | –    |

### Gemengd dubbelspel
| Toernooi        | 1937 | 1938 | 1939 | 1940 | 1941/45 | 1946 | 1947 | 1948 | 1949 | 1950 | 1951 |
| --------------- | ---- | ---- | ---- | ---- | ------- | ---- | ---- | ---- | ---- | ---- | ---- |
| Australian Open | HF   | F    | HF   | W    | g.t.    | W    | W    | W    | HF   | KF   | HF   |
| Roland Garros   | –    | F    | –    | g.t. | ƒ       | –    | –    | –    | –    | –    | –    |
| Wimbledon       | –    | –    | –    | g.t. | g.t.    | –    | F    | –    | –    | –    | F    |
| US Open         | –    | –    | –    | –    | –       | –    | –    | –    | –    | –    | –    |